# Zero Mostel
Samuel Joel ”Zero” Mostel, född 28 februari 1915 i Brooklyn i New York, död 8 september 1977 i Philadelphia, Pennsylvania, var en amerikansk skådespelare och komiker. Han är far till skådespelaren Josh Mostel.

## Biografi
Zero Mostel var son till en rabbin. Efter avslutad skolutbildning, med konst och engelska som huvudämnen, arbetade han under depressionen bland annat som fabriksarbetare och hamnarbetare. Han föreläste sedan i konst och började måla för att få sin försörjning. 
Han började sin professionella karriär som underhållare 1942, som ståuppkomiker på nattklubbar, och inom några månader uppträdde han i radio och revyer. Mostel filmdebuterade 1943 i Mitt majestät kung Ludde.
Efter tjänstgöring under andra världskriget återupptog han sin karriär på scen och film. Han hade karaktärsroller i en rad filmer, innan hans karriär fick ett abrupt avbrott genom svartlistning då han anklagades för så kallad "oamerikansk verksamhet". Fastän han förnekade inför HUAC att han någonsin varit medlem i kommunistpartiet, hade han under flera år därefter svårt att hitta arbete.
Han började måla igen, men 1958 återvände han till Broadway. Han fick stora framgångar i början på 1960-talet och belönades med en Tony Award tre gånger: Rhinoceros (1961), En kul grej hände på vägen till Forum (1963) och för sin minnesvärda roll som Tevye i Spelman på taket (1964).
Mostel började filma igen 1966, där han upprepade flera av sina Broadwaysuccéer.

## Utmärkelser
Asteroiden 4321 Zero är uppkallad efter honom.

## Filmografi i urval
- 1943 – Mitt majestät kung Ludde
- 1950 – Panik på öppen gata
- 1951 – Sirocco
- 1951 – Ligan
- 1951 – Alla tiders dadda i sitt esse
- 1951 – Skaffa mej en man
- 1961 – Waiting for Godot
- 1966 – En kul grej hände på väg till Forum
- 1968 – Det våras för Hitler
- 1969 – Westerns största ba(n)kstöt
- 1970 – The Angel Levine
- 1972 – Fyra smarta bovar
- 1974 – Noshörningen
- 1975 – Journey Into Fear
- 1976 – Aldrig i livet
- 1976 – Mastermind
- 1978 – Den långa flykten (röst)